# 오쓰이치
오쓰이치(일본어: 乙一, おついち, 1978년 10월 21일 ~)는 일본의 소설가이다. 후쿠오카현 출신으로 본명은 아다치 히로타카(安達寛高)이다. 영상 작가로 활동할 때는 본명을 이용한다. 17세의 나이에 [여름과 불꽃과 나의 사체]라는 단편 소설이 제6회 점프 소설 대상을 수상하면서 소설가로 데뷔하였다. 서정적이면서도 잔인한 작품색으로 유명하며 다수의 단편을 발표하여 좋은 평가를 받고 있다. 2006년 11월 26일 오시이 마모루의 딸과 결혼했다.

## 국내 출간작

### 단행본
- 2004년 4월, 《너밖에 들리지 않아(きみにしか聞こえない CALLING YOU)》
  - 〈Calling You〉
  - 〈상처(傷－KIZ/KIDS－)〉
  - 〈꽃의 노래(華歌)〉

서승원 번역. 나무와숲. 240쪽. ISBN 978-89-88138-46-5
- 2006년 1월, 《쓸쓸함의 주파수(さみしさの周波数)》
  - 〈미래 예보(未来予報 あした、晴れればいい。)〉
  - 〈손을 잡은 도둑(手を握る泥棒の物語)〉
  - 〈필름 속 소녀(フィルムの中の少女)〉
  - 〈잃어버린 이야기(失はれた物語)〉
  - 작가 후기

채숙향 번역. 지식여행. 209쪽. ISBN 978-89-90054-76-0
- 2007년 7월, 《ZOO》
  - 〈SEVEN ROOMS〉
  - 〈SO-far(SO-far そ・ふぁー)〉
  - 〈ZOO〉
  - 〈양지陽地의 시時(陽だまりの詩)〉
  - 〈신의 말(神の言葉)〉
  - 〈카자리와 요코(カザリとヨーコ)〉
  - 〈Closet〉
  - 〈혈액을 찾아라(血液を探せ！)〉
  - 〈차가운 숲의 하얀 집(冷たい森の白い家)〉
  - 〈떨어지는 비행기 안에서(落ちる飛行機の中で)〉

김수현 번역. 황매. 422쪽. ISBN 978-89-91312-56-2
- 2007년 8월, 《여름과 불꽃과 나의 사체(夏と花火と私の死体)》
  - 〈여름과 불꽃과 나의 사체(夏と花火と私の死体)〉
  - 〈유코(優子)〉

김수현 번역. 황매. 225쪽, ISBN 978-89-91312-59-3
- 2008년 5월, 《GOTH 리스트 컷 사건(GOTH リストカット事件)》

권일영 (옮긴이). 학산문화사.
- 2008년 5월, 《암흑동화(暗黒童話)》

김수현 번역. 황매
- 2008년 12월, 《어둠 속의 기다림(暗いところで待ち合わせ)》

김선영(ja:キム・ソニョン) 번역. 북홀릭(학산문화사 브랜드). 306쪽.
- 2009년 6월, 《실종 홀리데이(失踪HOLIDAY)》

김선영 번역. 북홀릭(학산문화사 브랜드). 264쪽.
- 2010년 2월《소생 이야기(小生物語)》

김선영. 북홀릭. 264쪽, ISBN : 9788925811307
- 2018년 11월《메리 수를 죽이고（メアリー・スーを殺して幻夢コレクション）》

김선영. 비채. 320쪽, ISBN : 9788934982029

### 잡지
- 〈F선생의 주머니(F先生のポケット)〉 - 《파우스트》 vol.2. 오바타 다케시 그림
- 〈아이는 멀리 갔다(子供は遠くに行った)〉 - 《파우스트》 vol.4. 마이조 오타로 그림
- 〈아무에게도 읽히지 않는(誰にも続かない)〉 - 《파우스트》 vol.4. 마이조 오타로 그림

오쓰이치, 기타야마 다케쿠니, 사토 유야, 다키모토 다쓰히코, 니시오 이신의 릴레이 소설.